# リュック・テュイリエ
リュック・テュイリエ（Luc Thuillier、1964年10月24日 - ）は、フランスの俳優。

## 出演作品
- 海を渡るジャンヌ
- 仕立て屋の恋（エミール）
- 天使の接吻